# La Garde-Freinet
La Garde-Freinet, afslag Le Luc (A8), is een gemeente in het Franse departement Var (regio Côte d'Azur) en telt 1734 inwoners (2005). De plaats maakt deel uit van het arrondissement Draguignan.

## Geschiedenis
Op de plek van La Garde-Freinet was Fraxinetum (Fraxinet, Farakhshanit in het Arabisch), de meest noordelijke nederzetting van de moslims uit Al-Andalus in de 9e en 10e eeuw. Vanuit Fraxinetum maakten de moslims veroveringstochten tot in Piemont in Noord-Italië.
In 956 stuurde keizer Otto II van het Heilige Roomse Rijk Jean de Gorze als ambassadeur naar de kalief Abd al-Rahman III van Córdoba om de strooptochten vanuit Fraxinetum te doen ophouden. In 973 veroverde Willem I van Provence de plaats na de overwinning in de slag bij Tourtour op de moslims. Deze veldslag was de laatste in een serie van 6 veldslagen (Embrun, Gap, Riez, Ampus, Cabasse en Tourtour). De verovering van Fraxinetum heeft geleid tot de verdrijving van de moslims uit de Provence.

## Toerisme
Aangezien La Garde-Freinet op slechts 10 km van de kust ligt is het ook (een beetje) toeristisch. Toch heeft het dorp van zijn oorspronkelijke charme niets verloren. In de dorpskern zijn er een aantal kleine restaurantjes. Er zijn ook een aantal toeristische winkeltjes. Op woensdag-ochtend en zondag-ochtend is er een (kleine) markt. In tegenstelling tot vele kuststadjes leeft La Garde-Freinet het ganse jaar door. Wat het verblijf betreft, zijn er in de bergen veel vakantiehuisjes (meestal met een zwembad) in La Garde-Freinet. In het dorpscentrum is er ook een hotel. Net buiten het dorp is er een vakantiedomein (ontworpen door André Wogenscky, een leerling van Le Corbusier) dat tot 2013 werd gehuurd door Intersoc (reisorganisatie van de Christelijke Mutualiteit van België).
La Garde-Freinet is ook het beginpunt van een aantal wandelingen, zoals die naar de Witte Rotsen. In het bureau van toerisme kan een kaartje worden gekocht waarop al deze wandelingen zijn aangegeven. Ze zijn alle aangeduid met gele strepen (systeem GR-pad) en het nummer van de wandeling. In tegenstelling tot vele andere streken in Frankrijk zijn de wandelingen hier vrij goed aangegeven. Andere mooie wandelingen zijn La Mourre, Miremer en "het fort en het kruis".
Vanaf het kruis is er een fraai zicht op het dorpje. Vanaf hier kan men nog verder fietsen via de "route des crêtes", een fietspad waarvandaan men op een hoogte van 500 tot 600 m steeds een mooi zicht heeft op de kust en/of het binnenland. Dit fietspad kan men verder (35 km) kan volgen tot de ND des Anges, het hoogste punt van de streek (800 m). Vroeger was dit een geasfalteerde weg, maar momenteel zijn er veel stukken met stenen.

## Geografie
De oppervlakte van La Garde-Freinet bedraagt 77,1 km², de bevolkingsdichtheid is 22,5 inwoners per km².
De onderstaande kaart toont de ligging van La Garde-Freinet met de belangrijkste infrastructuur en aangrenzende gemeenten.

## Demografie
Onderstaande figuur toont het verloop van het inwonertal (bron: INSEE-tellingen).
Bovenstaande cijfers zijn gebaseerd op daadwerkelijk ingeschreven inwoners. De groei van het aantal huizen is aanzienlijker dan de groei van het aantal inwoners, omdat een groot aantal huizen in deze omgeving in handen is van buitenlanders, die hun huis hier gebruiken als 'tweede huis'.